# Rhene capensis
Rhene capensis är en spindelart som beskrevs av Embrik Strand 1909. Rhene capensis ingår i släktet Rhene och familjen hoppspindlar. Inga underarter finns listade i Catalogue of Life.